# ایلزه آبل

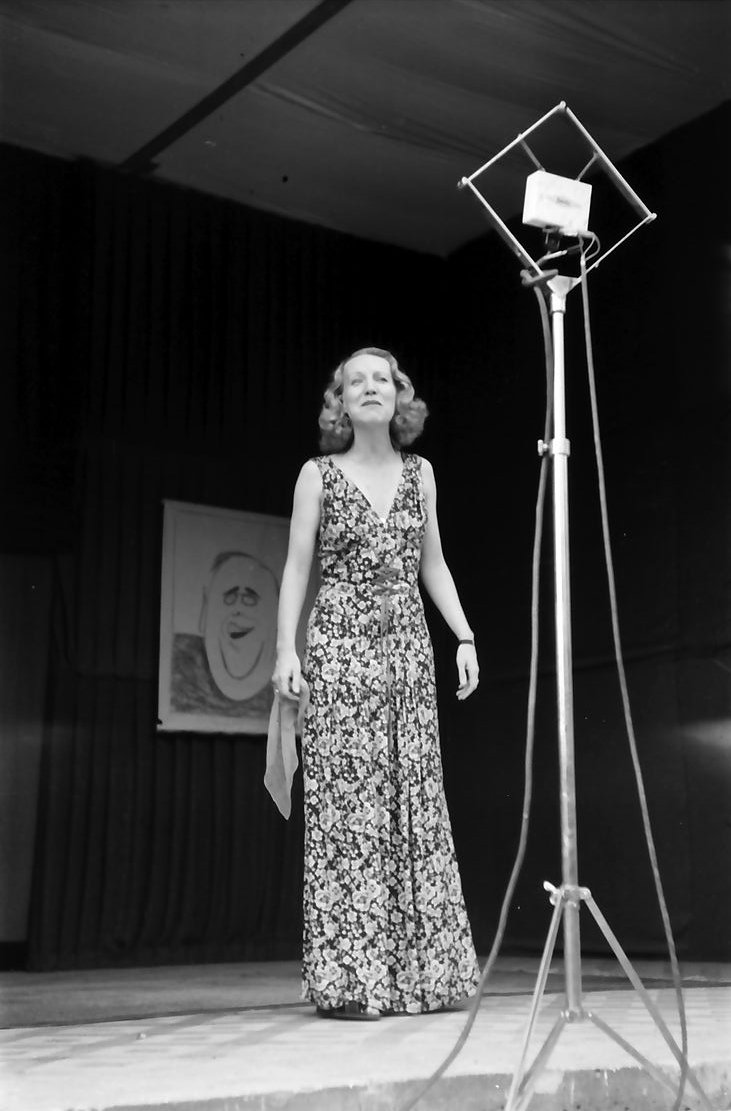
ایلزه آبل، ۱۹۴۲

ایلزه آبل (زاده ۵ اکتبر ۱۹۰۹ در برلین - ۲۱ مه ۱۹۵۹) یک هنرپیشه آلمانی بود.

## زندگی
او آموزش هنری خود را در مدرسه بازیگری آنا فیورین سپری نمود و اولین بازی خود را در تئاتر هبل انجام داد.

## فیلم‌شناسی
- ۱۹۳۶: ناشناخته
- ۱۹۳۶: مورد علاقه امپراتور
- ۱۹۳۷: مونیکا
- ۱۹۳۹: پارک اشتراسه ۱۳
- ۱۹۴۰: اشتیاق
- ۱۹۴۰: گلپر
- ۱۹۴۰: جشن مرغ
- ۱۹۴۰: آسیاب سرخ
- ۱۹۵۶: پدرم بازیگر
- ۱۹۵۷: زیباترین

## ادبیات
- هربرت آ. فرنزل، هانس یواخیم موزر (ویرایشگر): کتابچه راهنمای تئاتر بیوگرافی کورشنر. بازی. اپرا. فیلم سینما. پخش. آلمان، اتریش، سوئیس.